# Jori Mantha
Jori Alexander Mantha (* 27. November 1992 in Vanier) ist ein kanadischer Volleyballspieler.

## Karriere
Mantha begann seine Karriere am Glebe Collegiate Institute in Ottawa. Von 2010 bis 2015 studierte er an der McMaster University in Hamilton und spielte in der Universitätsmannschaft Marauders. Nach seinem Studium nahm er erst an einem Trainingsprogramm in Kanada teil. In der Saison 2016/17 spielte der Außenangreifer in Zypern für Nea Salamis Famagusta. Anschließend wechselte er zu OK Hoče und wurde mit dem Verein 2018 slowenischer Meister. Dies gelang ihm ein Jahr später auch mit dem Ligakonkurrenten ACH Volley Ljubljana.
2019 wechselte er zum deutschen Bundesligisten WWK Volleys Herrsching. Mit den Herrschinger kam er im DVV-Pokal 2019/20 ins Halbfinale und in der abgebrochenen Bundesliga-Saison auf den fünften Platz. In der folgenden Saison kam das Team erneut ins Pokal-Halbfinale, musste sich aber in den Bundesliga-Playoffs im Viertelfinale geschlagen geben. Die gleichen Ergebnisse gab es in der Saison 2022/23. Danach wurde Mantha vom Ligakonkurrenten Helios Grizzlys Giesen verpflichtet. Mit den Grizzlys kam er auch im DVV-Pokal 2022/23 ins Halbfinale, aber in der Bundesliga war die Saison im Playoff-Viertelfinale beendet. In der Saison 2023/24 erreichte Giesen das Achtelfinale im Challenge Cup und das Halbfinale im nationalen Pokal. In der Bundesliga kam der Verein als Hauptrunden-Zweiter ins Playoff-Halbfinale. Auch 2024/25 spielt Mantha für die Grizzlys.